# Professuren i poesi vid Oxfords universitet
Professuren i poesi vid Universitetet i Oxford är en professur vid University of Oxford i Storbritannien.  
Professuren i poesi inrättades 1708 genom en donation av juristen och poeten på latin Henry Birkheads (1617?-96) dödsbo. Den medför en mycket begränsad plikt att föreläsa och är i sak ett femårigt detidsstipendium. Förutom föreläsningar ska innehavaren av professorsstolen vartannat år hålla ett högtidstal till universitetets mecenater.
Numera utses professorn i poesi för en femårsperiod. Efter en nomineringsprocess, hålls ett val med medlemmarna i ett röstkollegium, i vilket ingår tidigare och aktuella fakultetsmedlemmar och de som avlagt examen vid universitetet. 
Sedan 1708 har 46 personer valts till professorsstolen. Den senast valde professorn, med tillträde 2016, är Simon Armitage.
Valen brukar väcka mediaintresse och sker efter valkampanjer av nominerade kandidater, vilka kan vara skrivande poeter, kritiker och litteraturvetare.

## Valet 2009
I valet 2009 vann Ruth Padel över den indiska poeten Arvind Mehrotra och blev den första kvinna som valts till professuren. Hon drog sig tillbaka efter det att The Sunday Times och tidskriften  Cherwell avslöjat att olika oxfordakademiker anonymt hade skickat fotokopierade sidor ur publikationen från University of Illinois The Lecherous Professor, som beskriver två fall av sexuella trakasserier av Derek Walcott vid Harvard University och Boston University. Walcotts kandidatur hade tidigt varit kontroversiell inom universitetet, samtidigt som han av pressen omnämnts som favorit.

## Valet 2010
Poeten och profeesorn i litteratur och i religion Geoffrey Hill (född 1932) valdes till professuren 2010. Han fick 1.156 röster och tvåan, poeten och musikern Michael Horovitz (född 1935), fick 353.

## Valet 2015

### Nominerade
- Simon Armitage, född 1963, brittisk poet och dramatiker
- Ian Gregson, brittisk poet och litteraturkritiker
- Seán Haldane, irländsk, brittisk och kanadensisk poet och psykolog
- Wole Soyinka, född 1934, nigeriansk författare
- Alicia E Stallings, född 1968, amerikansk poet

## Personer som valts till professuren (1708–nutid)
| Nr | Porträtt | Professor i poesi                           | Tillträde | Frånträde | Yrkesliv |
| -- | -------- | ------------------------------------------- | --------- | --------- | --- |
| 1  |          | Joseph Trapp (1679–1747)                    | 1708      | 1718      | - Brittisk högkyrklig anglikansk präst, akademiker och poet |
| 2  |          | Thomas Warton den äldre (omkring 1688–1745) | 1718      | 1726      | - Brittisk präsr och senare rektor på Winchester College och poet av tillfällighetsverser |
| 3  |          | Joseph Spence (1699–1768)                   | 1728      | 1738      | - Brittisk historiker och litteraturvetare |
| 4  |          | John Whitfield                              | 1738      | 1741      | - Anglikansk präst och lärare vid Christ Church, Oxford |
| 5  |          | Robert Lowth (1710–1787)                    | 1741      | 1751      | - Författare till en engelsk-grammatik, poet och anglikansk präst |
| 6  |          | William Hawkins (1722–1801)                 | 1751      | 1756      | - Brittisk präst, poet och dramaförfattare |
| 7  |          | Thomas Warton den yngre (1728–1790)         | 1757      | 1766      | - Brittisk litteraturhistoriker, poesikritiker och poet |
| 8  |          | Benjamin Wheeler                            | 1766      | 1776      | - Teologiprofessor |
| 9  |          | John Randolph (1749–1813)                   | 1776      | 1783      | - Brittisk akademiker och anglikansk präst |
| 10 |          | Robert Holmes (1748–1805)                   | 1783      | 1793      | - Brittisk präst och teolog |
| 11 |          | James Hurdis (1763–1801)                    | 1793      | 1801      | - Brittisk präst och skolrektor |
| 12 |          | Edward Copleston (1776–1849)                | 1802      | 1812      | - Brittisk präst och akademiker |
| 13 |          | John Josias Conybeare (1779–1824)           | 1812      | 1821      | - Brittisk präst, filolog och geolog |
| 14 |          | Henry Hart Milman (1791–1868)               | 1821      | 1831      | - Brittisk historiker, dramaförfattare och präst |
| 15 |          | John Keble (1792–1866)                      | 1831      | 1841      | - Brittisk präst och poet |
| 16 |          | James Garbett (1802–1879)                   | 1842      | 1852      | - Brittisk akademiker och evangelisk anglikansk präst |
| 17 |          | Thomas Claughton (1808–1892)                | 1852      | 1857      | - Brittisk akademiker, poet och anglikansk präst |
| 18 |          | Matthew Arnold (1822–1888)                  | 1857      | 1867      | - Brittisk poet, skolinspektör och kritiker |
| 19 |          | Francis Hastings Doyle (1810–1888)          | 1867      | 1877      | - Brittisk poet, jurist och statstjänsteman |
| 20 |          | John Campbell Shairp (1819–1885)            | 1877      | 1885      | - Skotsk kritiker och akademiker |
| 21 |          | Francis Turner Palgrave (1824–1897)         | 1885      | 1895      | - Brittisk kritiker och poet |
| 22 |          | William Courthope (1824–1917)               | 1895      | 1901      | - Brittisk poet och litteraturhistoriker |
| 23 |          | Andrew Cecil Bradley (1851–1935)            | 1901      | 1906      | - Brittisk litteraturvetare |
| 24 |          | John William Mackail (1859–1945)            | 1906      | 1911      | - Skotsk litteratutvetare och poet |
| 25 |          | Thomas Herbert Warren (1853–1930)           | 1911      | 1916      | - Brittisk akademiker |
| —  |          | Vakant                                      | 1916      | 1920      | — |
| 26 |          | William Paton Ker (1855–1923)               | 1920      | 1923      | - Skotsk litteraturvetare och essäist |
| 27 |          | Heathcote William Garrod (1878-1960)        | 1923      | 1928      | - Brittisk akademiker |
| 28 |          | Ernest de Sélincourt (1870–1943)            | 1928      | 1933      | - Brittisk litteraturhistoriker |
| 29 |          | George Stuart Gordon (1881–1942)            | 1933      | 1938      | - Brittisk litteraturhistoriker |
| 30 |          | Adam Fox (1883–1977)                        | 1938      | 1943      | - Brittisk poet och präst |
| —  |          | Vakant                                      | 1944      | 1946      | — |
| 31 |          | Maurice Bowra (1898–1971)                   | 1946      | 1951      | - Brittisk akademiker |
| 32 |          | Cecil Day-Lewis (1904–1972)                 | 1951      | 1956      | - Engelsk-irländsk poet och författare |
| 33 |          | W. H. Auden (1907–1973)                     | 1956      | 1961      | - Brittisk-amerikansk poet och essäist |
| 34 |          | Robert Graves (1895–1985)                   | 1961      | 1966      | - Brittisk poet, romanförfattare och akademiker |
| 35 |          | Edmund Blunden (1896–1974)                  | 1966      | 1968      | - Brittisk poet, författare och kritiker |
| 36 |          | Roy Fuller (1912–1991)                      | 1968      | 1973      | - Brittisk poet och romanförfattare |
| 37 |          | John Wain (1925–1994)                       | 1973      | 1978      | - Brittisk poet, romanförfattare och journalist |
| 38 |          | John Jones (född 1924)                      | 1978      | 1983      | - Akademiker och författare |
| 39 |          | Peter Levi (1931–2000)                      | 1984      | 1989      | - Englandsfödd poet, arkeolog, jeuitpräst, akademiker och litteraturkritiker |
| 40 |          | Seamus Heaney (1939–2013)                   | 1989      | 1994      | - Irländsk poet, dramaförfattare och översättare |
| 41 |          | James Fenton (född 1949)                    | 1994      | 1999      | - Brittisk poet, journalist och litteraturkritiker |
| 42 |          | Paul Muldoon (född 1951)                    | 1999      | 2004      | - Irländsk poet, författare till fler än 30 poesisamlingar, professor vid Princeton University, mottagare av Pulitzerpriset i poesi 2003 |
| 43 |          | Christopher Ricks (född 1933)               | 2004      | 2009      | - Britittisk litteraturkritiker och akademiker, professor vid Boston University |
| —  |          | Ruth Padel (född 1946)                      | 2009      | 2009      | - Brittisk poet och fackboksförfattare, som undervisat i grekiska vid Oxford University, Birkbeck College och Princeton University. Hon valdes i maj 2009, men drog sig tillbaka nio dagar efter valet på grund av anklagelser om inblandning i den kontrovers om poeten Derek Walcotts tillbakadragande av sin kandidatur, vilken förgått valet. |
| 44 |          | Geoffrey Hill (född 1932)                   | 2010      | 2015      | - Brittisk poet och professor i litteratur och religion vid Cambridge University och Boston University |
| 45 |          | Simon Armitage (född 1943)                  | 2016      |           | - Brittisk poet, teaterpjäs- och romanförfattare |